# Detarium microcarpum
Detarium microcarpum är en ärtväxtart som beskrevs av Jean Baptiste Antoine Guillemin och Perr. Detarium microcarpum ingår i släktet Detarium och familjen ärtväxter. IUCN kategoriserar arten globalt som livskraftig. Inga underarter finns listade i Catalogue of Life.

## Bildgalleri

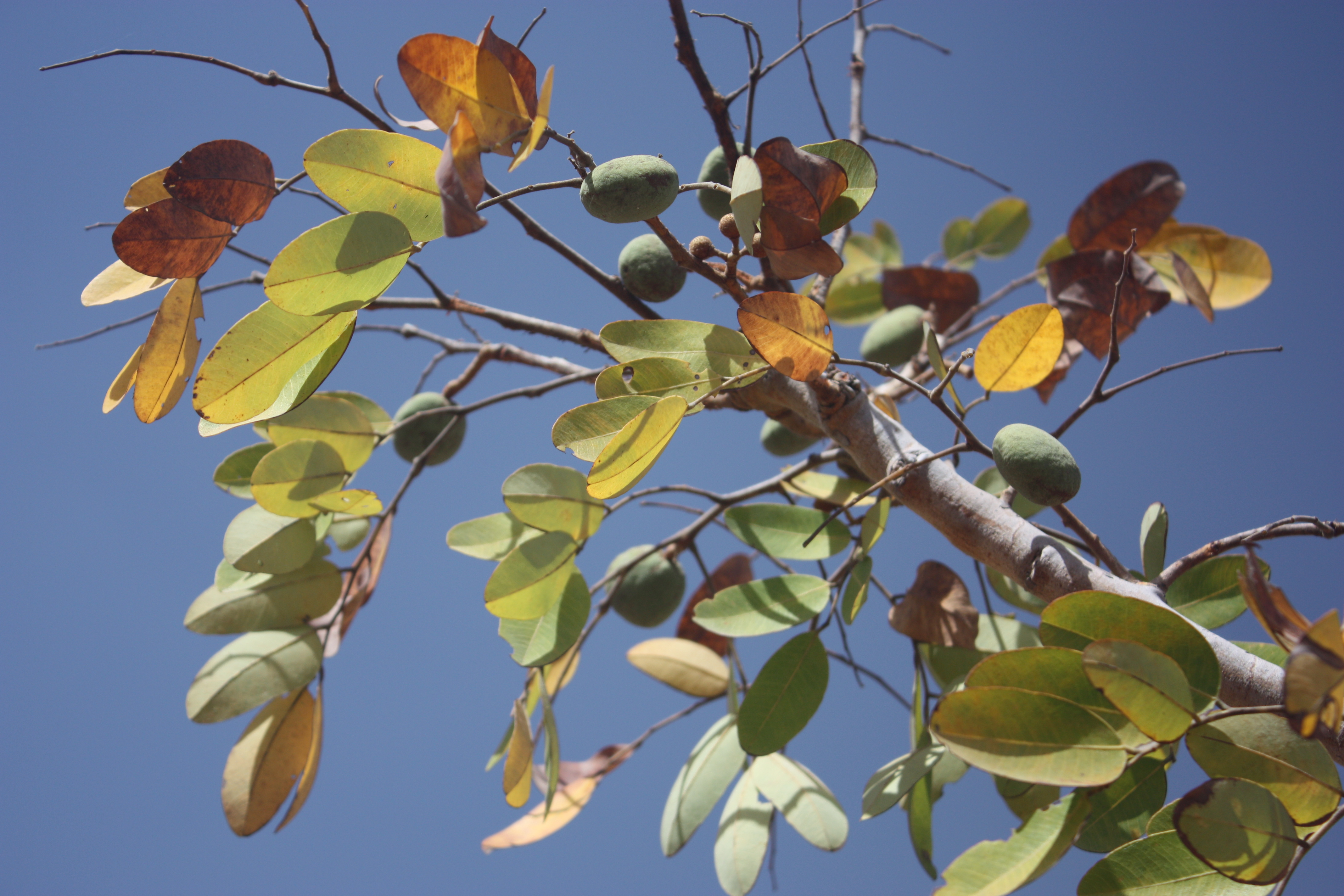